# Æthelwalh
Æthelwalh est un roi des Saxons du Sud mort vers 682 ou 685. Il est le premier souverain de ce royaume à s'être converti au christianisme.

## Biographie
Æthelwalh devient roi à une date inconnue avant 674. Il reçoit le baptême à la cour de son suzerain, le roi de Mercie Wulfhere, qui lui offre l'île de Wight et le territoire des Meonware à cette occasion. Sa femme Eafe, la fille du roi des Hwicce Eanfrith, a pu jouer un rôle dans sa conversion.
Au début des années 680, Æthelwalh accueille l'évêque northumbrien en exil Wilfrid. Il l'encourage à procéder à la conversion des Saxons du Sud et lui offre un vaste domaine sur lequel est fondée l'abbaye de Selsey.
Vers 682 ou 685, le prince des Gewissae en exil Cædwalla envahit le Sussex à la tête d'une armée. Æthelwalh trouve la mort durant cette invasion, mais deux de ses ealdormen, Andhun et Berthun, parviennent à repousser Cædwalla.